# Forsteriola proloba
Espèce
Synonymes
- Pseudanapis proloba Forster, 1974

Forsteriola proloba est une espèce d'araignées aranéomorphes de la famille des Anapidae.

## Distribution
Cette espèce se rencontre au Burundi et au Rwanda.

## Publication originale
- Forster, 1974 : Symphytognathid spiders from Central Africa. Revue Zoologique Africaine vol. 88, p. 115-126.